# Cryptothelea ngarukensis
Cryptothelea ngarukensis är en fjärilsart som beskrevs av Embrik Strand 1909. Cryptothelea ngarukensis ingår i släktet Cryptothelea och familjen säckspinnare. Inga underarter finns listade i Catalogue of Life.